# Rossana Dinamarca
Rossana Andrea Dinamarca, tidigare Rossana Andrea Valeria Dinamarca, född 2 januari 1974 i Santiago i Chile, är en svensk före detta politiker (vänsterpartist). Hon var ordinarie riksdagsledamot 2002–2018 (dessförinnan tjänstgörande ersättare 1999), invald för Västra Götalands läns norra valkrets. Hon är bosatt i Trollhättan, där hon varit aktiv i kommunpolitiken åren 1998–2002. Hon var ledamot i Vänsterpartiets partistyrelse från år 2006, och i partiets verkställande utskott sedan september 2007 fram till 2018.

## Utbildning
Dinamarca gick ut från samhällsvetenskaplig linje vid Magnus Åbergsgymnasiet i Trollhättan 1994. Därefter studerade hon vid journalistlinjen på Strömbäcks folkhögskola i Umeå 1994–1996. Mellan 1998 och år 2000 studerade hon svenska och specialpedagogik vid Göteborgs universitet. År 2001 började hon studera lärarutbildningen vid Gävle högskola och 2002 fortsatte hon med samma utbildning vid Göteborgs universitet. Hon uppgav 2022 för tidningen Tara att hon studerade juridik.

## Karriär
Bland Dinamarcas utskottsuppdrag i riksdagen kan nämnas att hon var ledamot i kulturutskottet under perioderna 2002–2006 och 2014–2017, och att hon varit ledamot i utbildningsutskottet åren 2006–2014 (suppleant 2005–2006).
Den 4 februari 2018 meddelade Dinamarca att hon inte tänkte ställa upp för omval till riksdagsledamot.
Hon uppmärksammades när hon vägrade säga "herr talman" och bara nöjde sig med "åhörare" som introduktion till ett tal vid podiet, efter att dåvarande talmannen Björn Söder uttryckt sig kontroversiellt kring etnicitet hos svenskar.

### Vice partiledare 2011
Dinamarca valdes 2011 till Vänsterpartiets vice ordförande.

### Partiledarkanditatur
Den 17 augusti 2011 meddelade hon att hon kandiderade till uppdraget som partiordförande.
Den 23 november 2011 rapporterade svenska medier att Dinamarca vid flera tillfällen inte hade betalat partiskatt enligt Vänsterpartiets rekommendationer.
I samband med Vänsterpartiets partiledarval 2012 jämfördes resandet mellan de andra tre kandidaterna till partiledarposten. Av de fyra hade hon högst resekostnad på 220 679 kronor (perioden var från valåret 2010 till 2011). Detta på grund av sitt pendlande mellan hemmet i Trollhättan och sitt riksdagsuppdrag i Stockholm. Resorna skedde med flyg och taxi.
Den 6 januari 2012 valde Vänsterpartiets kongress Jonas Sjöstedt till ny partiordförande med 179 röster mot 39 röster för Dinamarca. Dinamarca blev inte heller omvald som vice ordförande, utan uppdraget gick istället till Ulla Andersson.

### Avgång 2018
Den 4 februari 2018 meddelade hon att hon inte ställer upp för omval och därmed kommer att lämna riksdagen. Hon uppger i intervjuer att hon blivit "systematiskt osynliggjord av det egna partiet, motarbetad och utan stöd att driva feministisk politik."

## Övrigt
Under 2014 rapporterades det att ett antal politikers Wikipedia-artiklar redigerats från IP-adresser ägda av riksdagens förvaltningskontor. Bland annat togs uppgifterna om Dinamarcas resekostnader bort. Dinamarca bekräftade därefter att det var hon som tog bort informationen. Webbtidningen Nyheter24 utnämnde 2015 Dinamarca till det årets sexigaste politiker.